# 신갈마로
신갈마로(Singalma-ro)는 대전광역시 서구 변동 도솔네거리 에서 변동를 잇는 도로이다.

## 주요 경유지
대전광역시
- 서구 (변동)

## 노선
| 이름             | 접속 노선                        | 소재지     | 소재지 | 비고 |
| ---------------- | -------------------------------- | ---------- | ------ | ---- |
| 도솔네거리       | 동서대로                         | 대전광역시 | 서구   |      |
| 갈마아파트네거리 | 신갈마로1127번길                 | 대전광역시 | 서구   |      |
| 갈마네거리       | 국도 제32호선 (계룡로)           | 대전광역시 | 서구   |      |
| 갈마초교삼거리   | 대전광역시도 제44호선 (월평동로) | 대전광역시 | 서구   |      |
| (이름없음)       | 대전광역시도 제16호선 (한밭대로) | 대전광역시 | 서구   |      |

## 주요 건물 및 시설
- 한국교통방송 대전교통방송 (신갈마로 17/내동 152-7)
- 대전외국어고등학교 (신갈마로 19/내동 220-13)
- 뚜레쥬르 대전내동롯데점 (신갈마로 46/내동 220-2)
- CU 갈마도서관점 (신갈마로 63/갈마동 427-79)
- 대전상수도사업본부 서부사업본부 (신갈마로 67/갈마동 427-55)
- GS25 대전베스트점 (신갈마로 91/갈마동 430-9)
- LG유플러스 갈마1동 행정복지센터점 (신갈마로 176/갈마동 338-1)
- 기아오토큐 갈마점 (신갈마로 177/갈마동 337-6)
- 투썸플레이스 대전갈마점 (신갈마로 186/갈마동 1496)
- 본죽 &비빔밥cafe 대전갈마점 (신갈마로 186/갈마동 1496)
- 노브랜드 대전갈마점 (신갈마로 186/갈마동 1496)
- 베스킨라빈스 대전갈마점 (신갈마로 186/갈마동 1496)
- 아성다이소 대전갈마2호점 (신갈마로 187/갈마동 316-16)
- 갈마1동행정복지센터 (신갈마로 191/갈마동 316-3)
- 메가MGC커피 갈마네거리점 (신갈마로 198/갈마동 307-16)
- 이디야커피 대전갈마동점 (신갈마로 203/갈마동 306-29)
- 갈마지구대 (신갈마로 211/갈마동 293-12)
- 새마을금고 한밭새마을금고 본점 (신갈마로 213/갈마동 293-10)